# Centralismo organico
Il centralismo organico è quella concezione del funzionamento del partito comunista elaborata da Amadeo Bordiga in contrapposizione al centralismo democratico introdotto da Lenin.
Il concetto di centralismo organico si trova già in due articoli di Bordiga del 1921, "Partito e classe" e "Partito e azione di classe". Si tratta di una concezione che vede nella società comunista e nel partito comunista (che è sua anticipazione) una struttura organica simile agli organismi viventi, dove le varie componenti cooperano e funzionano non obbedendo a decreti gerarchici o a meccanismi elettorali, bensì obbedendo e seguendo un "programma genetico" fondamentale in modo del tutto spontaneo e naturale, lavorando inoltre affinché le sempre presenti spinte individualistiche e patologiche vengano eliminate alla stregua della fisiologia biologica. Il centralismo organico è stato più volte paragonato al funzionamento di un organismo vivente, ma questo si forma in embrione, cresce, invecchia e muore; possiede organi differenziati, un cervello, un sistema nervoso, degli arti. L'organizzazione delle cellule viventi in un individuo animale non rappresenta ancora bene la dialettica e la dinamica del partito rivoluzionario. Questo si forma e si sviluppa secondo determinazioni più complesse di quelle che permettono la vita individuale, perché alcune determinanti sono storiche, dipendono dalla maturità delle condizioni sociali, cosa alla quale l'organismo individuale è assai poco sensibile.
I fautori di questa concezione del partito e della società comunista (in particolare coloro che si ispirano al pensiero di Amadeo Bordiga) ritengono che essa sia coerente con la dottrina marxista originaria.
Alcune citazioni da "Origine e funzione della forma partito" possono aiutare a comprendere meglio la complessa concezione organica del partito comunista:
Dalla funzione del Partito di domani discendono le sue caratteristiche. Essendo la prefigurazione della società comunista, esso non può accettare un meccanismo, un principio di vita e di organizzazione, che sia legato alla società borghese; deve realizzare la distruzione di questa società.
1. Rifiuto del meccanismo democratico (Marx a Engels, 18 maggio 1859: "Il nostro mandato di rappresentanti del partito proletario noi non l'abbiamo che da noi stessi. Ma esso è controfirmato dall'odio esclusivo e generale che tutte le frazioni del vecchio mondo e dei suoi partiti ci riservano"). Nostra posizione: il centralismo organico.
2. Anti-individualismo: il partito realizza l'anticipazione del cervello sociale. Ogni conoscenza è mediata dal partito; ogni azione anche. Il militante non ha bisogno di "cercare la verità"; essa gli è data dal partito (la verità nel campo sociale: in tutti gli altri campi non vi si potrà pervenire se non dopo la rivoluzione). Tendenza alla realizzazione dell'Uomo sociale.
3. Rifiuto di ogni mercantilismo, di ogni carrierismo sotto qualunque forma. Il legame fra i compagni, la manifestazione di questo legame nei loro rapporti, devono ispirarsi al commento di Marx al libro di James Mill: Ogni attività, ogni manifestazione deve essere quella dell'affermazione della gioia umana attraverso la comunicazione con gli altri, e quindi con la società futura.
4. Abolizione degli antagonismi sociali legati alle classi. Nel partito non si conoscono se non militanti comunisti. Sul piano pratico, ciò corrisponde alla necessità di basare il partito sulla unità territoriale, anziché su quella di lavoro.
5. Il partito deve essere la soluzione di tutti gli enigmi, e deve saperlo essere. Deve presentarsi come il rifugio del proletario, il luogo in cui la sua natura umana si afferma in modo ch'egli possa mobilitare tutte le sue energie nella lotta contro il nemico di classe.